# Paulo Miki
Paulo Miki foi um religioso jesuíta e um dos mártires do Japão, filho de um renomado militar, membro de uma família samurai da província de Harima, foi catequista, ingressou na Companhia de Jesus ordenando-se sacerdote, e ficou conhecido como excelente pregador e orador.
Paulo era filho de pais nobres e foi educado no colégio jesuita em Anziquiama, no Japão. A convivência na escola jesuíta logo despertou em Paulo o interesse em se unir à Companhia de Jesus e assim o fez. Passou a pregar com eloquência tornando-se um grande pregador. Como não havia nenhum bispo na região de Fusai, Paulo não pode ser ordenado no tempo certo, mais tarde tornou-se o primeiro sacerdote jesuíta em sua pátria.

## História
A fé cristã chegou ao Japão em 1549, por intermédio de São Francisco Xavier, que começou trabalhando sozinho. Cerca de 20 anos depois de sua morte a comunidade já contava com mais de 20 mil pessoas. Desde 1587 a religião cristã estava proibida no Japão, entretanto estava sendo tolerada até a conquista das Filipinas pelos espanhóis em 1594, fato que fez os dirigentes japoneses ligarem o cristianismo ao colonialismo europeu, o que determinou o início da perseguição aos cristãos.
São Paulo Miki e seus 24 companheiros foram feitos prisioneiros pelos  soldados de Toyotomi Hideyoshi, senhor feudal que unificou o Japão, submetidos a torturas, zombarias e depois, crucificados em Nagasaki, em 1597, na colina Nishizaka. Seis deles eram missionários franciscanos, três eram jesuítas, quinze eram da Ordem Terceira de São Francisco. Havia entre eles três adolescentes, de 11 a 15 anos de idade. Morreram cantando o Te Deum.
Antes de morrer, São Paulo Miki ainda discursou dizendo: "...que ninguém poderia duvidar de sua sinceridade e fé e muito menos de que o único caminho para a salvação é através de Jesus Cristo."
Sobre este episódio diz o Cardeal Ratzinger: 
| “ | Os relatos sobre o martírio dos primeiros cristãos japoneses assemelham-se de maneira surpreendente ao que sabemos sobre as testemunhas da fé da Igreja primitiva. Não havia neles a menor sombra de fanatismo. Também não percebemos o menor indício de ódio, nem de desespero, nem qualquer dúvida sobre se não teriam apostado num falso Deus, mas apenas uma enorme certeza e uma serena alegria. | ” |
|   | — Papa Bento XVI, Homilia na memória de São Paulo Miki e companheiros mártires. |   |

## Ligações Externas
- http://www.derradeiradasgraças.com/ Site Derradeira das Graças